# Bánh mì Phượng
Bánh mì Phượng là một tiệm bánh mì nằm ở Phố cổ Hội An thuộc thành phố Hội An, tỉnh Quảng Nam, Việt Nam. Tiệm đã thành lập vào thập niên 1990 và là thương hiệu chuyên kinh doanh các loại bánh mì.

## Sơ lược

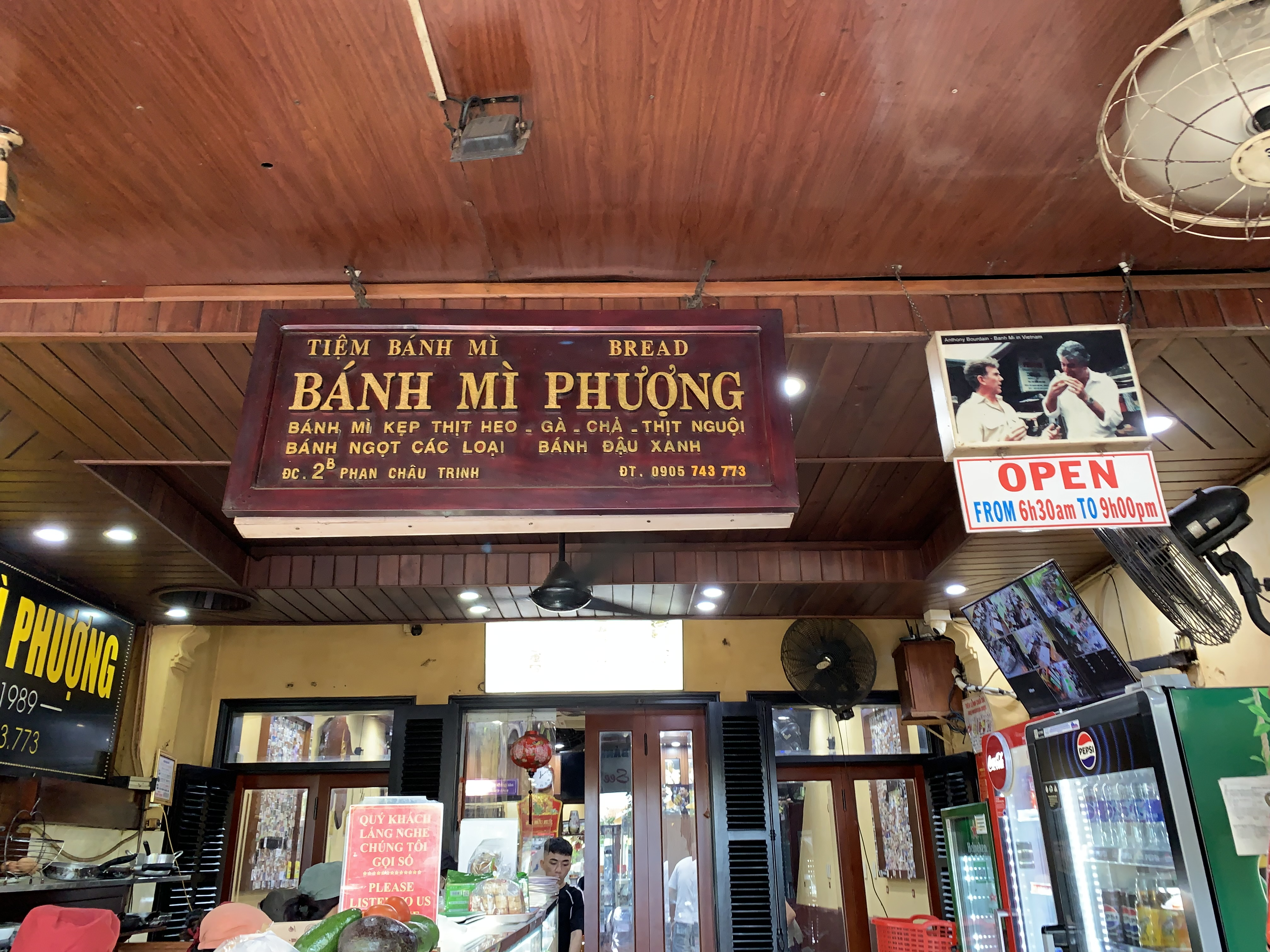
Bánh mì Phượng năm 2024

Tiệm bánh ra đời vào thập niên 1990 và tọa lạc trên đường Phan Châu Trinh thuộc thành phố Hội An. Ban đầu nó chỉ là một quầy nhỏ nằm trong chợ Hội An, nhưng sau đó đã dời địa điểm sang phố Phan Châu Trinh. Bà chủ của Bánh mì Phượng từng bộc bạch với phóng viên của một tờ báo rằng "Ngày còn đi học, cuộc sống của gia đình cô khó khăn lắm, mỗi tuần chỉ có 1 ngày được ăn sáng bằng bánh mì thôi. Mà cái gì càng thiếu con người ta lại càng thích nên sau này cô đã chọn bánh mì để mà phát triển". Hiện nay, tiệm đã mở thêm chi nhánh ở Hàn Quốc theo hình thức nhượng quyền thương mại. Ngày 4 tháng 5 năm 2019, tiệm bánh nhượng quyền chính thức khai trương tại khu Yeonnam-dong, quận Mapo-gu, Seoul. Về quyết định trên, bà chủ quán cho rằng: "Tại Hội An, khách Hàn ghé quán rất đông, chiếm khoảng 40% lượng khách. Họ có phản hồi rất tích cực về món ăn. Vì vậy, tôi mới quyết định chọn Seoul để thêm cửa hàng", đồng thời bà cũng đã đích thân bay sang Hàn Quốc để hướng dẫn đầu bếp nơi đây công thức làm món bánh mì đặc trưng của tiệm. Thực đơn quán gồm 3 loại bánh mì nhân: thịt nướng, gà với phô mai và thịt bò với trứng. Ngoài ra quán còn bán kèm các loại nước như cà phê cốt dừa, cà phê sữa đá...

## Sản phẩm
Sản phẩm kinh doanh chủ yếu của tiệm này là bánh mì. Một ổ bánh mì Phượng gồm có lát thịt lợn thăn nướng mỏng, chả lụa hoặc xúc xích, patê gan béo, nước sốt đặc biệt cùng các loại rau húng, mùi, dưa chuột chua ngọt, hành lá... So với nhiều địa điểm khác, bánh mì ở đây luôn giòn và cứng hơn hẳn; chúng luôn được ủ nóng, đảm bảo độ giòn nhưng không quá cứng của lớp vỏ và độ mềm, dai của lớp bột bên trong. Tiệm có đến hơn 20 nhân bánh khác nhau, từ chả giò, thập cẩm, patê... cho đến các món mang phong cách phương Tây như giăm bông, xúc xích, phô mai (thịt bò cuộn phô mai), thịt xông khói. Ngoài ra các loại rau ăn kèm cũng rất đa dạng như: dưa leo, dưa muối, rau quế, ngò, hành... Đồng thời, Bánh mì Phượng còn sở hữu loại nước sốt được đặc chế riêng của tiệm. Bánh ở đây có giá thành từ 10.000–25.000 VNĐ tùy theo loại nhân.

## Ảnh hưởng

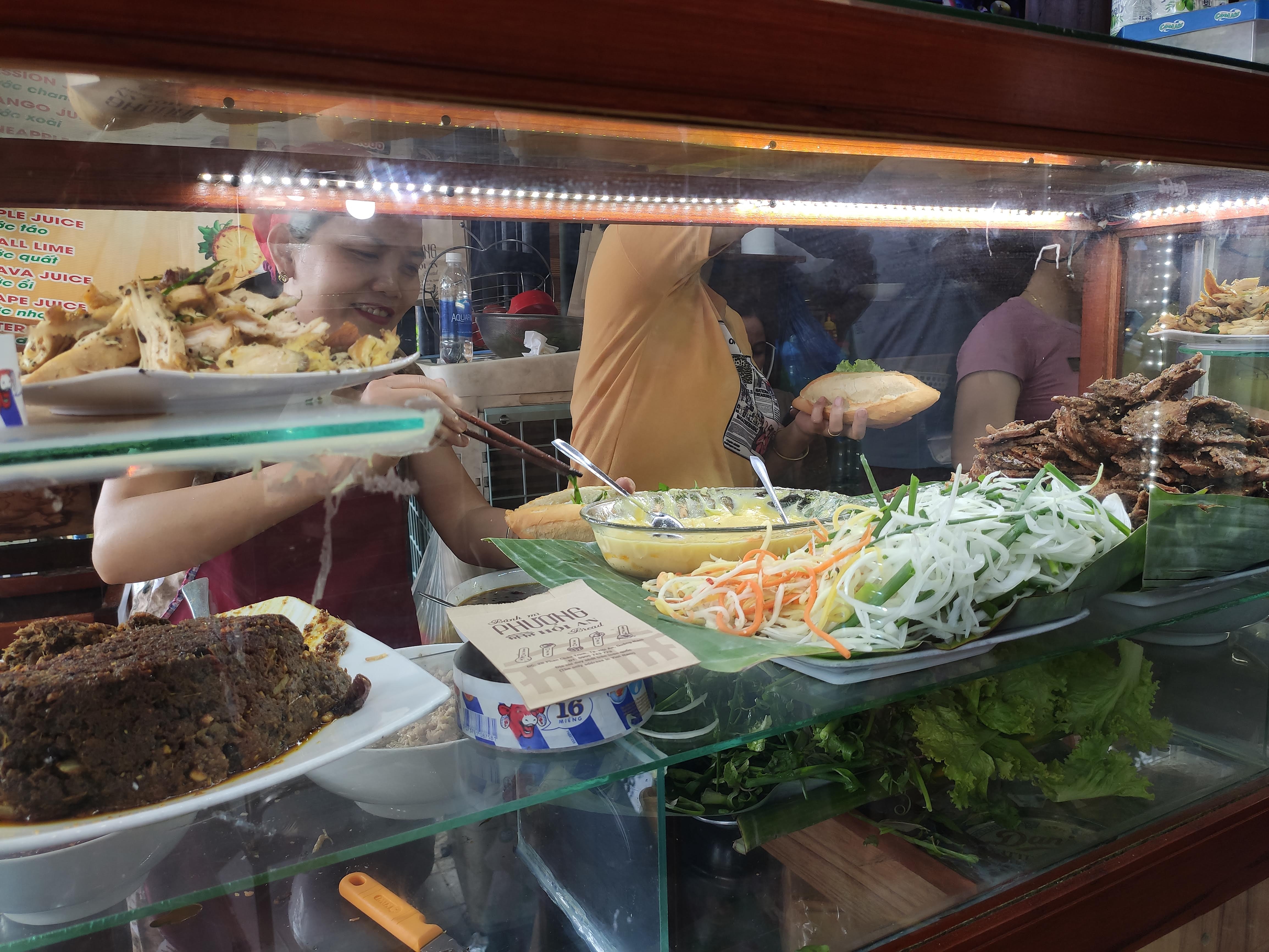
Quầy phục vụ của Bánh mì Phượng

Ban đầu chỉ là một quầy nhỏ nằm trong chợ Hội An, nhưng tiệm Bánh mì Phượng dần trở nên nổi tiếng và hút khách. Nhiều thực khách khi đến đây mua bánh đều buộc phải xếp hàng, có khi là khoảng 15–20 phút, và trong thời gian đó họ có thể nhìn những người bán chế biến ổ bánh. Ngoài ra, thực khách cũng có thể ăn tại chỗ nếu muốn. Được biết, mỗi ngày tiệm bánh bán được hơn 3.000–4.000 chiếc bánh.
Ngoài việc phục vụ khách hàng bình thường, Bánh mì Phượng còn được nhiều nhân vật nổi tiếng ghé thăm. Trong chuyến thăm Việt Nam của Tổng thống Hoa Kỳ Barack Obama ở Hà Nội, đầu bếp Anthony Bourdain đã gọi Bánh mì Phượng là bánh mì ngon nhất thế giới, đồng thời còn nhận định rằng "Đây là cả một bản giao hưởng trong chiếc bánh sandwich". Cameron Stauch, người từng phục vụ cho tổng thống Canada, cũng đã dành cho bánh mì Phượng những lời khen ngợi. Khi nói về loại nước sốt của quán, ông mô tả rằng nó "có hương vị béo ngậy, sền sệt đậm đà, giúp đưa nhân bánh vào đầu lưỡi một cách êm ái, rồi hòa trộn cùng các loại rau quế, ngò, hành, húng, dưa chuột... lan tỏa trong miệng một cách tuyệt hảo, có thể làm thỏa mãn bất cứ thực khách khó tính nào".
Giới truyền thông Hàn Quốc từng đến Hội An để ghi hình về món bánh mì Phượng, ngoài ra chi nhánh tiệm bánh ở Seoul cũng xuất hiện trong một tập của bộ phim truyền hình Trở lại tuổi 18, đồng thời còn góp mặt trong một phân đoạn của Hơn cả tình bạn. Hơn nữa, các thành viên Hoàng gia Thái Lan cùng vô số diễn viên, ca sĩ trong và ngoài nước cũng tới để thưởng thức món ăn.

## Tai tiếng

### Thái độ thiếu tôn trọng khách hàng
Ngày 24 tháng 12 năm 2021, một nữ du khách từ thành phố Hồ Chí Minh đã đăng bài trên trang cá nhân Facebook với bài viết tố cáo nhân viên cửa tiệm bánh mì Phượng có thái độ "hách dịch", "kiêu ngạo" thiếu tôn trọng khách hàng. Bài viết này ngay sau khi đăng tải đã nhận được về lượng tương tác rất lớn và được chia sẻ nhiều trong các hội nhóm du lịch và ẩm thực Việt Nam. Trong đó, nhiều bình luận cho rằng đây không phải lần đầu tiên nhân viên quán bánh mì Phượng Hội An có thái độ như vậy với khách. Từ bài phốt, người tố và cộng đồng mạng liên tục kêu gọi tẩy chay bánh mì Phượng để lên án thái độ phục vụ thiếu chuyên nghiệp của cửa hàng. Ngày 27 tháng 12, chủ quán bánh mì Phượng đã đăng tải bài viết trên trang Facebook cá nhân nhằm xin lỗi công khai. Bà cảm thấy sốc khi khách hàng chia sẻ về thái độ của nhân viên quán và cho rằng "đó chỉ đơn giản là thiếu sót của nhân viên khi không quan sát người trước, người sau nên một bạn trẻ cảm thấy bức xúc rồi bốc đồng viết bài đăng". Người tố cáo cũng chia sẻ thông tin về việc chủ thương hiệu bánh mì Phượng đã gọi điện xin lỗi, hứa sẽ thay đổi và mong cô gỡ bài. Tuy nhiên cô cho biết mình ghi nhận lời xin lỗi, song sẽ không gỡ bài đã đăng với lý do muốn chịu trách nhiệm với những điều mình viết, "không thể buồn thì ghi, vui thì gỡ".

### Ngộ độc thực phẩm
Vào ngày 11 tháng 9 năm 2023, xảy ra vụ 313 người bị ngộ độc thực phẩm với các triệu chứng sốt cao, nôn mửa, đau bụng, đi phân lỏng nhiều lần. Tất cả bệnh nhân bị ngộ độc cho biết họ đều có ăn bánh mì Phượng, thời gian mua từ 8 đến 20 giờ ngày 11 tháng 9. Người đầu tiên bị ngộ độc lúc 11 giờ cùng ngày. Khoảng cách từ lúc ăn đến khi xuất hiện triệu chứng ít nhất là 2 giờ, nhiều nhất 16 giờ, trong đó thức ăn nghi ngờ gây ngộ độc là bánh mì (patê, thịt xíu gồm thịt và nước, xíu mại, rau răm, rau húng, hành, xà lách, sốt trứng gà tươi, dưa leo, đu đủ chua, chả heo). Chiều ngày 13 tháng 9, Cục An toàn thực phẩm (Bộ Y tế) cho biết đã có công văn gửi Sở Y tế tỉnh Quảng Nam với nội dung "Tạm thời đình chỉ các hoạt động kinh doanh của cơ sở bánh mì Phượng, tiến hành kiểm tra điều kiện an toàn thực phẩm của cơ sở; truy xuất nguồn gốc, lấy mẫu thực phẩm nghi ngờ để xét nghiệm các chỉ tiêu an toàn thực phẩm, điều tra xác định rõ căn nguyên vụ việc theo quy định".
Ngày 21 tháng 9, ông Mai Văn Mười, giám đốc Sở Y tế Quảng Nam, cho biết Viện Pasteur Nha Trang đã gửi cho sở thông báo về kết quả kiểm nghiệm mẫu liên quan đến vụ ngộ độc thực phẩm ở Hội An. Theo kết luận điều tra của Chi cục An toàn Vệ sinh Thực phẩm Quảng Nam, khoảng 3.600 người đã ăn bánh mì Phượng ở Hội An trong 2 ngày 11-12 tháng 9, trong đó có 313 người bị ngộ độc (103 bệnh nhân là người nước ngoài), 273 ca phải nhập viện. Trước đó Chi cục An toàn vệ sinh thực phẩm tỉnh Quảng Nam đã lấy mẫu gửi, đề nghị viện này hỗ trợ kiểm nghiệm mẫu liên quan đến vụ ngộ độc thực phẩm trên. Viện Pasteur Nha Trang đã thực hiện kiểm nghiệm 12 mẫu thực phẩm và 1 mẫu phân. Kết quả kiểm nghiệm cho thấy phần lớn các mẫu thực phẩm đều dương tính với những vi khuẩn như Bacillus cereus, Salmonella spp và Escherichia coli. Ông Mười cũng cho biết đến sáng ngày 21 tháng 9, tất cả bệnh nhân bị ngộ độc sau khi ăn bánh mì Phượng đã xuất viện. Chủ cơ sở sản xuất bánh mì Phượng đã có thư xin lỗi gửi đến khách hàng, thư cũng đăng trên fanpage của tiệm bánh mì Phượng, trên trang Facebook cá nhân của chủ cơ sở.
Ngày 27 tháng 9, ông Dương Đạt – Chánh Thanh tra Sở Y tế tỉnh Quảng Nam – cho biết cơ sở bánh mì Phượng ở Hội An đã vi phạm 5 quy định trong vệ sinh an toàn thực phẩm. Theo đó, lỗi nghiêm trọng nhất của cơ sở bánh mì Phượng là gây ngộ độc cho hơn 5 người (mà chưa đến mức truy cứu trách nhiệm hình sự), theo quy định Nghị định 115/2018/NĐ-CP quy định xử phạt vi phạm hành chính về an toàn thực phẩm, ông đề xuất tổng mức phạt tiền cơ sở bánh mì Phượng là 110 triệu đồng; đồng thời, rút giấy chứng nhận vệ sinh an toàn thực phẩm, đình chỉ toàn bộ hoạt động sản xuất, chế biến, kinh doanh, cung cấp thực phẩm của cơ sở 3-5 tháng. Ngoài ra, cơ sở bánh mì Phượng còn phải chịu mọi chi phí cho việc xử lý ngộ độc thực phẩm, khám, điều trị của tất cả nạn nhân bị ngộ độc thực phẩm. Vào ngày 3 tháng 10, nhà chức trách ra quyết định đình chỉ hoạt động tiệm bánh mì Phượng 3 tháng, phạt 96 triệu đồng do các sai phạm an toàn thực phẩm. Cơ sở phải hoàn trả kinh phí khám, điều trị cho các cá nhân, tổ chức bị ngộ độc; chi phí vận chuyển mẫu cho Chi cục An toàn vệ sinh thực phẩm Quảng Nam. Cơ sở khắc phục hậu quả đối với những người bị ngộ độc trong 10 ngày kể từ khi nhận quyết định.
Vào ngày 17 tháng 12 năm 2023, cơ sở bánh mì Phượng đã bất ngờ mở cửa buôn bán trở lại dù chưa hết thời hạn đình chỉ vì hành vi vi phạm trong lĩnh vực an toàn thực phẩm. Theo chủ tiệm bánh mì Phượng, tiệm mở cửa trở lại là để thăm dò và vận hành thử nghiệm hệ thống mới chứ chưa tiến hành mở cửa trở lại chính thức. Đến ngày hôm sau thì cơ sở bánh mì này đóng cửa cùng bảng thông báo đến khách hàng với nội dung: "Sau một ngày mở cửa để thử vận hành, chuẩn bị mở cửa chính thức trở lại. Chúng tôi sẽ thông báo cụ thể ngày mở cửa chính thức sau. Rất mong quý khách thông cảm". Trong thời gian cơ sở đóng cửa, một số khách hàng bao gồm cả người nước ngoài đã chính thức khởi kiện vẫn giữ nguyên quan điểm yêu cầu bồi thường thiệt hại lên tới hàng trăm triệu đồng mỗi người. Ngày 3 tháng 1 năm 2024, tiệm bánh mì Phượng đã chính thức mở bán trở lại sau 3 tháng bị đình chỉ hoạt động vì vụ ngộ độc khiến hàng trăm du khách và người dân nhập viện.